# Attentats contre Adolf Hitler
De nombreux attentats contre Adolf Hitler ont été organisés entre 1933 et 1945. Les deux plus célèbres sont ceux organisés par Johann Georg Elser le 8 novembre 1939 à Munich et par Claus von Stauffenberg le 20 juillet 1944 à la Wolfsschanze (la « tanière du loup »), le quartier général d’Adolf Hitler en Prusse-Orientale.
Au cours de ces douze années, Adolf Hitler a bénéficié d'une chance assez extraordinaire, soit en annulant la manifestation au cours de laquelle l'attentat était prévu, soit en quittant les lieux de l'attentat juste avant l'explosion (parfois pour des raisons climatiques et d'horaires de train comme le 8 novembre 1939, ou par mauvaise humeur), soit encore en n'étant que légèrement blessé alors que d'autres personnes à ses côtés étaient tuées.

## Les différentes mises en œuvre

### Tentative du 9 novembre 1938

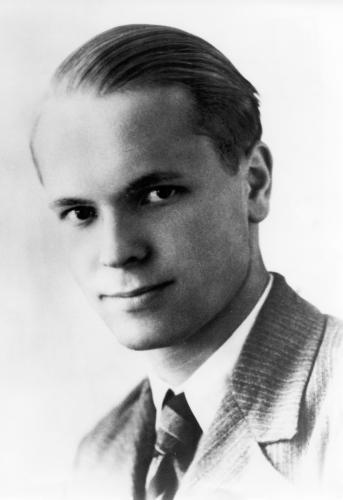
Maurice Bavaud en 1938 (probablement).

Début octobre 1938, Maurice Bavaud, un citoyen suisse, se rend en Bavière avec l’intention d’abattre Hitler au pistolet le 9 novembre, lors d'une marche commémorative à Munich. Ce jour-là, il se pose en supporter nazi enthousiaste venu de Suisse pour voir Hitler dans le but d'obtenir un bon emplacement, mais il est empêché de tirer, car il est trop loin et gêné par les spectateurs devant lui qui font le salut hitlérien. Dans les jours qui suivent, Bavaud tente encore de s'approcher d'Hitler, mais abandonne. Peu après, il sera retrouvé par la police allemande avec des documents compromettants sur lui. Jugé et condamné à mort, il est exécuté le 14 mai 1941 à la prison de Plötzensee à Berlin.

### Tentative du 30 août 1939
La résistance allemande au nazisme va faire une première tentative d'attentat juste avant le déclenchement de la guerre, pour essayer de l'arrêter avant le premier coup de feu (l'Allemagne va attaquer la Pologne le lendemain). Le vice-ministre des Affaires étrangères, Ernst von Weizsäcker, se rend auprès du Führer le 30 août 1939 avec un revolver dans sa poche et deux balles : une pour Hitler, l'autre pour lui. Il « implore Hitler de sauver la paix », mais la colère de Hitler le terrorise, et il repart trempé de sueur sans avoir sorti son arme. Il déclarera à Canaris : « je regrette que rien dans mon éducation ne m'ait rendu apte à tuer un homme ». En mars 1940, le général Franz Halder décidera lui aussi de mettre un pistolet dans sa poche et de l'avoir sur lui pour pouvoir abattre Hitler. Il ne passera jamais à l'acte.

### Attentat du 8 novembre 1939

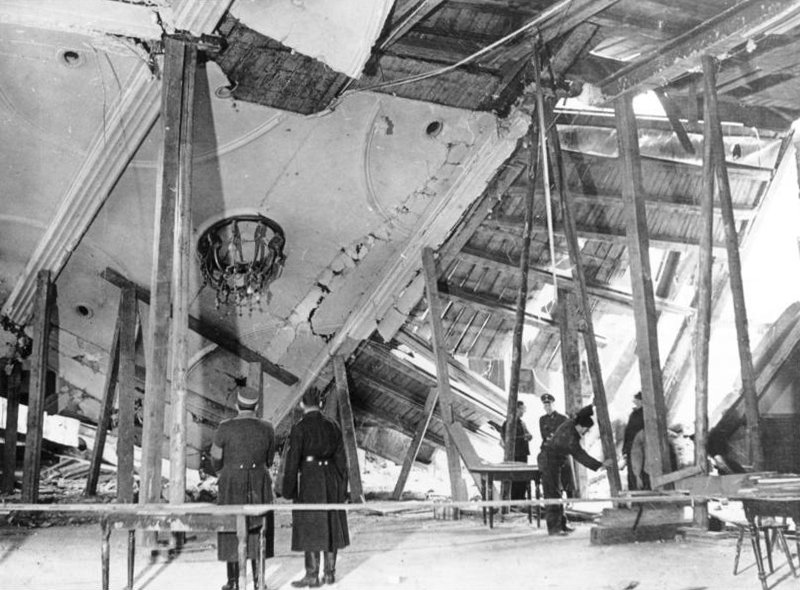
Vue de la brasserie après l'attentat de novembre 1939.

Georg Elser est un ébéniste, militant communiste et opposé au nazisme. Il décide d'assassiner Adolf Hitler après l’invasion de la Pologne, pour éviter « qu’on ne verse encore plus de sang ». Pendant un mois, nuit après nuit, il prépare son attentat.
Il a observé en 1938 que la Bürgerbräukeller, cette brasserie munichoise où Hitler commémore tous les 8 novembre son putsch manqué de 1923, n’est pas surveillée. Ayant travaillé quatre ans dans une usine d’horlogerie, son savoir-faire lui est précieux pour fabriquer le mécanisme de mise à feu de la bombe. Il s'est également fait embaucher dans une carrière pour voler une charge de donarite qu'il utilise pour constituer la bombe.
Tout semble parfaitement fonctionner : à 21 h 20, huit membres du parti nazi trouvent la mort dans l’attentat du 8 novembre 1939, mais Adolf Hitler est parti 8 minutes avant l'explosion. Il n'a fait un discours que d'une heure, contre trois habituellement. Les conditions climatiques l'empêchant de prendre l'avion, il a écourté son discours pour prendre le train.
Johann Georg Elser se fait arrêter par hasard à Constance le jour même à 20 h 45, en tentant de passer en Suisse. La nouvelle de l’attentat arrive et il est transféré et interrogé à Munich où, dans la nuit du 12 au 13 novembre, il avoue sous la torture qu’il a bel et bien tenté d’éliminer Adolf Hitler.

### Tentatives de juin 1940 et mai 1941
Le colonel Hans Oster programme un assassinat le 23 juin 1940 lors d'un défilé militaire à Paris. Mais le Führer ne se rend pas au défilé et part au Louvre à la place. En mai 1941, deux officiers prévoient de l'abattre sur l'estrade d'honneur lors d'un autre défilé militaire, pendant qu'un troisième homme jetterait une bombe d'un balcon d'hôtel proche. Mais au dernier moment, Hitler annule sa participation et reste en Allemagne.

### Tentative du 13 mars 1943
En mars 1943, la résistance fait une nouvelle tentative d'attentat à l'explosif contre Hitler à l'occasion d'une visite du front à Smolensk,. Sa visite dans le quartier général du Generalfeldmarschall Hans Günther von Kluge est maintenue, mais l'attentat dans la salle de conférence est annulé, quand les conjurés apprennent que Heinrich Himmler, chef de la Schutzstaffel (SS), ne sera pas du voyage. La crainte est que les SS ne prennent le pouvoir devenu vacant. Certains conjurés, dont Erwin Lahousen, Henning von Tresckow, Hans von Dohnányi, Rudolf-Christoph von Gersdorff et Fabian von Schlabrendorff, décident néanmoins d'appliquer un plan de rechange, l'opération « Flash », inspirée par Schlabrendorff. Schlabrendorff est chargé de cacher des explosifs dans des bouteilles de cognac, qu'il remet au général Henning von Tresckow, adjoint de von Kluge. Von Tresckow les confie à son tour au colonel Heinz Brandt, l'aide de camp de Hitler, comme un présent à l'intention du général Helmuth Stieff de l'OKW,,. Sur la base de Smolensk, Brandt reçoit les présents des mains de Schlabrendorff. Hitler salue von Kluge avant de monter dans l'avion, suivi de son chef d'état-major particulier Rudolf Schmundt et de son aide de camp, chargé de cadeaux. L'opération semble se dérouler comme prévu, mais la bombe de fabrication britannique, livrée par Lahousen, n'explose pas en vol. Le percuteur se retrouve enrobé de glace, probablement gelé à cause du froid et de l'altitude. Schlabrendorff, envoyé d'urgence à Berlin, réussit toutefois à récupérer les bouteilles piégées, et à les neutraliser, sans que la tentative ne soit éventée,.

### Tentative du 21 mars 1943
Après cet échec, les conspirateurs font une nouvelle tentative quelques jours plus tard. Le 21 mars, le baron Rudolf-Christoph von Gersdorff se charge de deux bombes lors d'une célébration au Berliner Zeughaus (un célèbre bâtiment historique sur l'avenue Unter den Linden). Il les amorce avec un retard de 10 minutes et prévoit de se faire sauter à proximité du Führer. Mais celui-ci, sans prévenir, part au bout de 3 minutes. Le baron n'a que le temps de courir aux toilettes désamorcer les bombes et les jeter sans être découvert,.

### Complot du 20 juillet 1944

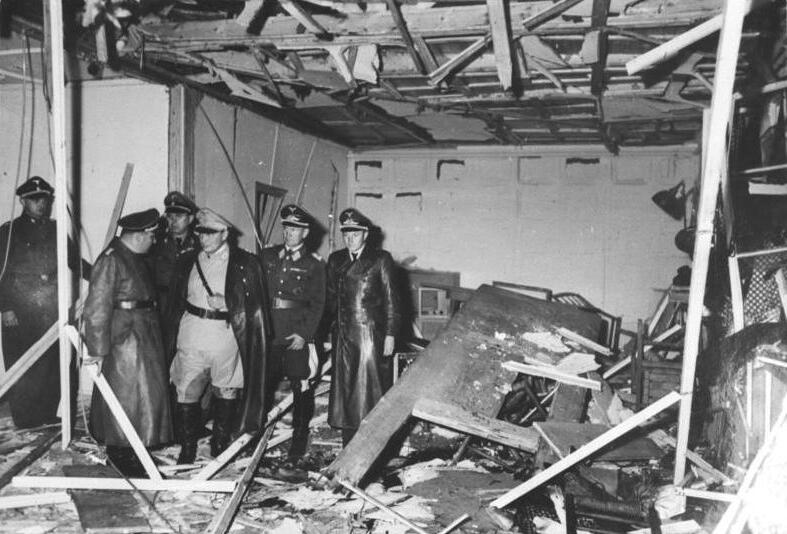
La salle de réunion, après l'explosion.

La dernière tentative d'attentat réalisée par la résistance est celle du 20 juillet 1944. Claus von Stauffenberg se rend au QG de Hitler avec deux charges d'explosifs. Mais Hitler change au dernier moment le lieu de réunion (un bunker souterrain en béton), pour une salle de réunion en bois. Stauffenberg, pressé par l'officier d'escorte, ne parvient à amorcer qu'un seul pain d'explosif au lieu des deux qui auraient été nécessaires. Il dépose la charge dans la salle, la quitte juste avant l'explosion. L'explosion tue et blesse de nombreuses personnes, mais Hitler en réchappe miraculeusement. Il est sauvé par l'épaisseur des pieds de la table sur laquelle il étudiait des cartes, et au fait que la serviette contenant l'explosif avait été déplacée de l'autre côté du pied contre laquelle elle reposait par un aide de camp qu'elle gênait. Cependant, Stauffenberg est persuadé qu'Hitler a été tué. Il fonce au QG de l'armée de Terre et il lance avec von Leonrod, et le général Ludwig Beck, le plan Walkyrie. Ensemble, ils arrêtent Friedrich Fromm et commencent à contacter tous les responsables militaires amis pour activer le plan prévu. Un groupe d'officiers complices se réunit à Munich, dans l'école des jésuites, pour mettre en place un « poste de commandement provisoire ». Mais les généraux appelés par von Stauffenberg se dérobent et refusent de mettre en œuvre le plan prévu sans une confirmation officielle qu'Hitler est mort. À la tombée de la nuit, des premiers rapports arrivent indiquant qu'Hitler est toujours vivant. Claus von Stauffenberg et ses amis sont arrêtés et exécutés en pleine nuit.
La vengeance d'Hitler est terrible. Les conspirateurs sont arrêtés et près de 5 000 personnes sont exécutées à partir du 21 juillet. Ce fut la dernière tentative allemande d'élimination du Führer.

## Les projets non déclenchés

### Projet de coup d'État en octobre 1939
Après la campagne de Pologne, Hitler programme l'invasion de la France pour octobre 1939. Les officiers résistants tentent de bloquer les projets de guerre en renversant Hitler. Canaris valide le coup d'État militaire faisant intervenir deux divisions blindées pour contrôler Berlin, et 60 commandos de l'Abwehr qui doivent mettre Hitler « hors d'état de nuire ». Mais pour cela, il faut connaître l'agenda d'Hitler (ce qui était très difficile), et les autres officiers de la Wehrmacht renâclent à « rompre leur serment d'obéissance au Führer » s'ils n'ont pas la garantie que les Alliés accepteraient une paix juste. Face à ses contraintes insurmontables, le plan de sera jamais mis en œuvre.

### Projet d'Erich Kordt
Le 1er novembre 1939, Erich Kordt propose de lancer lui-même une bombe sur Hitler. Hans Oster lui promet des explosifs pour le 11 novembre, mais à la suite de l'attentat du 5 novembre, la Gestapo bloque tous les dépôts, y compris ceux de l'Abwehr. Du coup, il ne peut se procurer le matériel pour un attentat.

### Projet des jésuites
Les Jésuites de Munich possèdent un grand couvent dans la banlieue de Pullach. Hitler a fait construire quatre bunkers à proximité immédiate de leur bâtiment et leur réseau d'égouts passe à côté des bunkers. À la suite d'un procès avec la SS qui gère les installations, les Jésuites ont réussi à obtenir une copie des plans des bunkers. C'est Josef Müller, leur avocat, qui les détient. Ils envisagent donc avec son aide de faire sauter Hitler dans son propre bunker. Mais l'arrestation de Müller en avril 1943, et la saisie des plans, bloquent ce projet.

### Projet d'octobre 1943
À l'été 1943, la résistance envisage une nouvelle opération pour septembre-octobre, mais ils souhaitent s'assurer que le front Est sera stabilisé. Comme le front ne se stabilise pas, l'opération est abandonnée.

### Projet suicide de Chapman

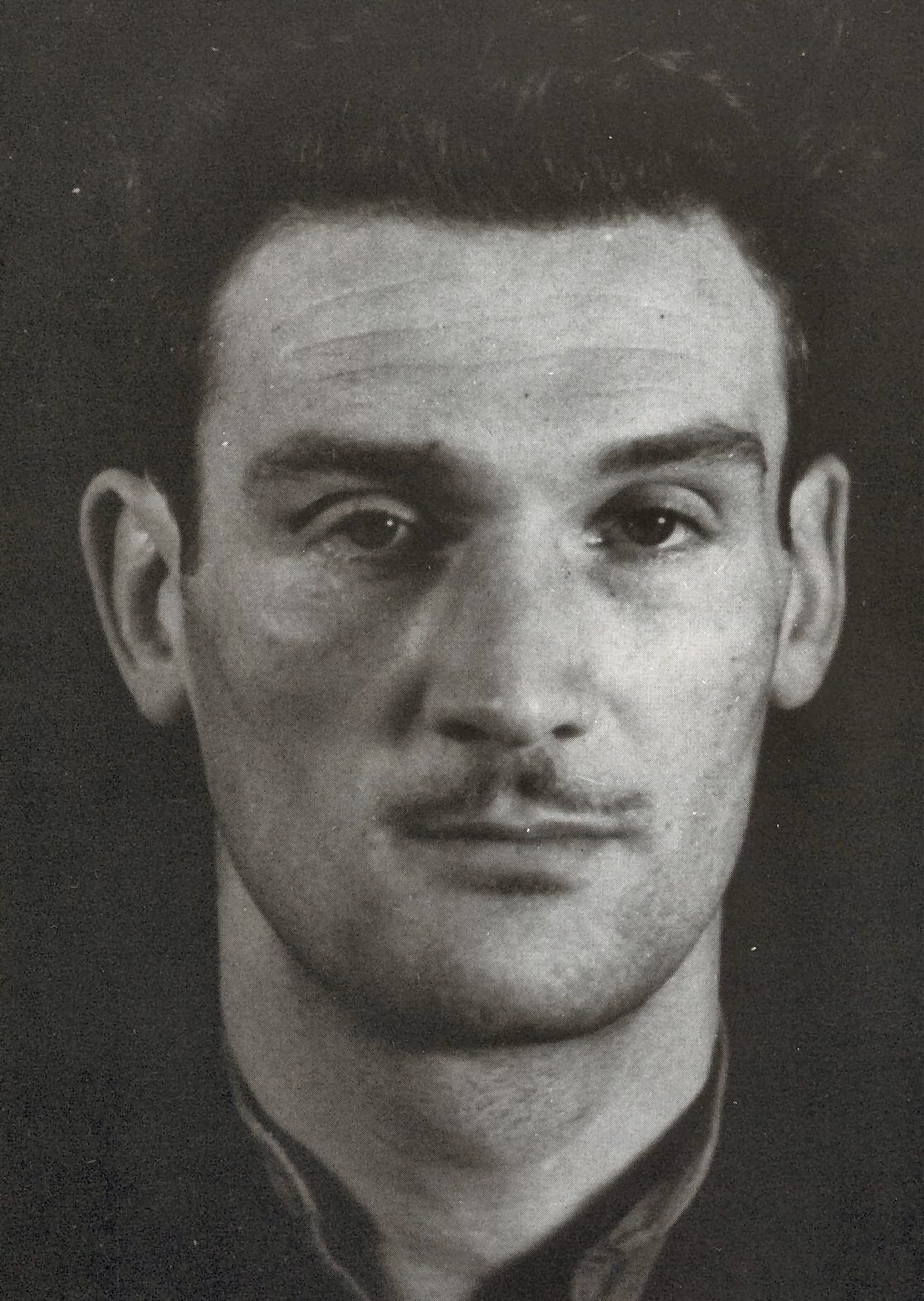
Eddie Chapman en 1942.

L'agent double Eddie Chapman a proposé au MI5 de réaliser lui-même une attaque suicide sur Adolf Hitler car son officier traitant, Stephan von Gröning, lui avait promis en cas de succès de sa mission de sabotage de lui trouver une place au premier ou deuxième rang près du Führer lors d'un meeting. Mais le MI5 demanda à Chapman de « ne rien entreprendre de fou ».

### Opération Foxley
L'opération Foxley était un plan élaboré par le Special Operations Executive pour assassiner Adolf Hitler en juillet 1944 quand Hitler séjournait dans sa résidence du Berghof dans les Alpes bavaroises. Ce plan ne fut pas exécuté.